# Xã Dick Johnson, Quận Clay, Indiana
Xã Dick Johnson (tiếng Anh: Dick Johnson Township) là một xã thuộc quận Clay, tiểu bang Indiana, Hoa Kỳ. Năm 2010, dân số của xã này là 1.453 người.